# Biserica evanghelică din Tălmaciu
Biserica evanghelică din Tălmaciu este un lăcaș de cult aflat în orașul Tălmaciu, județul Sibiu, Transilvania, România. 

## Istoric
După răspândirea reformei protestante, sașii din Tălmaciu, ca majoritatea sașilor din Transilvania, au îmbrățișat religia evanghelică luterană. 
Prima documentare a Bisericii săsești din Tălmaciu datează de la 1429, când a fost menționată „parochialis e celesiae Talmucz”.  În registrul de socoteli al Sibiului au fost trecute o serie de cheltuieli pentru biserică, iar între anii 1503-1507 sunt consemnate o serie de materiale care au fost cumpărate, probabil, pentru noul acoperiș al bisericii, care a fost ridicat în anul 1507. În timpul lucrărilor din 1503-1507 s-a renunțat la construcția navei laterale din partea sudică. Acest fapt s-a constatat în secolul al XIX-lea, între anii 1829-1831, când în timpul unor lucrări de reconstrucție pentru lărgirea bisericii, săpându-se în partea sudică, s-a descoperit fundația abandonată, pe care s-au construit ulterior zidurile navei laterale. 
În perioada 1829-1831, pe lângă lărgirea bisericii, au avut loc lucrări de consolidare și de renovare prin utilizarea materialelor de construcție locale și un concept medieval. Nava centrală a fost separată de cele două nave laterale prin ziduri prevăzute cu deschideri în arcadă. Locul corului are o închidere poligonală, iar tavanul a fost construit ca o copie a bolții gotice cu nervuri de odinioară, din blocuri de piatră fasonată și au fost montate două ferestre rotunde închise. Tavanul navei centrale a fost finisat cu stuc, iar navele laterale au fost înălțate cu empore și au bolți baril aliniate în secțiuni. Empora vestică a fost confecționată din lemn. În nava centrală au fost montate ferestre mari în formă de arc aliniate între empore, iar în navele laterale s-au montat orizontal ferestre închise de tip modern, ce conferă bisericii o caracteristică simplă. 
De ambele părți ale primului pilon între nava centrală și cele laterale a fost zidită câte o placă din piatră cu o scriere comemorativă compusă din majuscule latine din aur. Pe prima placă s-a inscripționat: „Aedes Deo Triunei 0.M.sacra numificentria incl. VII. ind. Patronatus fauturum Symbolis Talmatschensium assiduitate 1831 amplificata, renovata, examata” („Această sfântă biserică ridicată în cinstea Sfintei Treimi și a Dumnezeului Celui Atotputernic, a fost  lărgită, consolidată și renovată prin generozitatea celor șapte judecători onorabili,  a stimaților conducători ai patronatului, cu contribuții bănești  și prin zelul locuitorilor din Tălmaciu.”) Iar pe cea de-a doua placă stă scris: „Sub auspiciis Amadei Vailer sen.Cib.et sedis Insp. Joannis Jos.Roth Parochi, Jac.Kesner vil. etaedit, Martin Lang jur. et aedit Martin Engber, jur. Mart. Schneider vil. edj. Georg Fakesch, jur. Mich. Klein jur.Joannis Schneider orat.extructa.” („Construcția s-a ridicat sub supravegherea lui Amadeus Vailer, senatorul Sibiului și inspector școlar; Johann Josef Roth, preotul paroh; Jakob Kesner, judecător al localității  și  părinte al bisericii;  Martin Lang, membru al juriului și părinte al bisericii; Martin Engber, membru al juriului; Martin Schneider, deputat judecător; Georg Fakesch, membru al juriului; Michael Klein, membru al juriului și Johann Schneidern, referent.)
În partea sudică a bisericii a fost anexată o mică sacristie, care deservea preluării  problemelor ecleziastice de tot felul. La ea se putea ajunge din interiorul bisericii printr-o ușă îngustă.
În urma acestor lucrări biserica a căpătat aspectul pe care îl are și astăzi. Altarul ei datează din secolul al XVII-lea.
Casa parohială a fost construită odată cu construirea bisericii și datează din secolul al XV-lea. Casa parohială a fost mistuită de flăcările incendiului care a cuprins Tălmaciu în anul 1718 și a fost reconstruită în anul 1719. Casa figurează pe lista monumentelor istorice, cod LMI SB-II-m-B-12569.
În anul 1942 întreaga biserică și turnul au suferit lucrări de reparații capitale.